# Wybory parlamentarne na Malcie w 1998 roku
W wyborach do Izby Reprezentantów na Malcie w 1998 roku zwyciężyła Partia Narodowa przy frekwencji 94,1%. Do obsadzenia było 65 miejsc w parlamencie.

## Wyniki
|  | Partia                    | Głosy   | Procent | Mandaty |
|  | ------------------------- | ------- | ------- | ------- |
|  | Partia Narodowa           | 137.037 | 51,8    | 35      |
|  | Partia Pracy              | 124.220 | 47,0    | 30      |
|  | Alternatywa Demokratyczna | 3.208   | 1,2     | 0       |